# Christian Drebes
Christian Drebes (* 3. Januar 1828 in Bringhausen; † 21. September 1900 ebenda) war ein deutscher Gutsbesitzer und Politiker.
Drebes war der Sohn des Greben und Ackermanns Philipp Drebes (1789–1851) und dessen Ehefrau Katharina geborene Höhle (1791–1870). Er heiratete am 20. Mai 1850 in Bringhausen Wilhelmine Dorothea Christiane Brühne (1831–1900). Drebes lebte als Gutsbesitzer in Bringhausen und war dort 1855 bis 1870 Bürgermeister. Von 1878 bis 1890 gehörte er dem Landtag des Fürstentums Waldeck-Pyrmont an. Er wurde im Wahlkreis Kreis der Eder gewählt.